# Paschal Beverly Randolph
Paschal Beverly Randolph (New York, 1825. október 8. – Toledo, 1875. július 29.) amerikai orvos, okkultista, spiritualista, transzmédium és író. Ő volt az első, aki alkalmazta a szexuálmágia elveit Észak-Amerikában, és A. E. Waite-tal(en) együtt megalapították a legkorábban ismert rózsakeresztes rendet az Amerikai Egyesült Államokban.

## Élete első évei
Randolph New Yorkban született és nőtt fel. Nagyon sokszínű felmenőkkel rendelkezett, édesapja William Randolph volt, aki unokaöccse volt John Randolph of Roanoke-nak, édesanyja Flora Beverly, több nemzetiségű felmenőkkel bíró asszony volt: angol, francia, német, indián és madagaszkári. Élete során gyakran szembesült lenézéssel amiatt, hogy egynyolcadrész fekete afrikai vér folyt az ereiben. Fiatal korában szerencsétlenül elhunyt édesanyja, így ő fedél és élelem nélkül maradt, ezért elment a tengerentúlra, hogy szerencsét próbáljon, hogy önállóan eltarthassa magát. Egész kamaszkorát matrózként töltötte és így dolgozott egészen húszéves koráig.
Így ifjúsága alatt beutazta a fél világot, miközben végezte a munkáját a vitorlás fedélzetén. Utazásai során eljutott Angliába, Európába, Perzsiába, itt érte első találkozása a miszticizmussal és az okkultizmussal, ez végül is oda vezetett, hogy tanulmányozni kezdte a helybéliek népi mágikus szokásait és a különféle vallásokat. Útjai során ennek köszönhetően összeismerkedett okkultistákkal Angliából és Párizsból.

## Karrierje
1855 szeptemberében egy "hosszú európai és afrikai út" után visszatérve New Yorkba, nyilvános előadást tartott az Indiába bevándorolt afroamerikaiakról. Randolph úgy vélte, hogy "a feketék kihalásra vannak ítélve" Amerikában.
Miután hátat fordított a tengerészéletnek, megkezdődött az igazi karrierje mint tanár és író. A húszas éveinek közepe táján rendszeresen fellépett színpadokon, mint transzmédium, valamint különféle magazinokban hirdette magát, mint gyakorló okkultista, amelyet spiritualizmussal kapcsolt össze. Sok más spiritisztához hasonlóan a korban, ő is hangsúlyozta az előadásaiban a rabszolgaság eltörlését; a rabszolga-felszabadítást követően pedig irodalmat tanított a New Orleans-i felszabadított rabszolgáknak.
Amellett, hogy transzmédiumként dolgozott, Randolph képzett orvosként is tevékenykedett, valamint írt és publikált egy könyvet, amely az egészség, szexualitás, spiritualizmus és az okkultizmus témakörökben kialakított elméletein alapult. Ezen felül szerzője több mint ötven munkának a mágia és az orvostudomány témakörében, létrehozott egy független könyvkiadót, és lelkesen támogatta a fogamzásgátló szerek használatát egy olyan korban, amikor ennek említése is törvénysértésnek számított. Miután már egy ideje használta „A Rózsakeresztes” álnevet a különféle spirituális és okkult írásaihoz, Randolph végül 1858-ban megalapította a Fraternitas Rosae Crucis-t (FRC), megalapítva első páholyát San Franciscoban 1861-ben, a legrégebbi újkori rózsakeresztes csoportot az Egyesült Államokban, amely egészen az amerikai polgárháborúig nyúlik vissza. Ez a társaság ma is működik, de kerüli annak említését, hogy Randolph komolyan érdeklődött a szexuális mágia iránt, amelynek elméletei egy másik okkult testvériség, a Luxori Hermetikus Testvériség számos tanításának alapját képezték, bár semmi sem bizonyítja, hogy Randolph valaha tagja lett volna a társaságnak.
1851-ben Randolph megismerkedett Abraham Lincolnnal. A kapcsolatuk annyira közelinek volt mondható, hogy amikor Lincoln meghalt, Randolph a Springfield–Illinois-vonaton csatlakozott a gyászolókhoz. Azonban Randolphot megkérték, hagyja el a vonatot, amikor néhány utas tiltakozott a jelenléte ellen, ugyanis sértőnek találták, hogy egy afroamerikai legyen közöttük.
Randolph már a William Lloyd Garrison Iskola(en) vezetője volt New Orleansban, amikor a bostoni Garrison-iskolához segítségkérő levelet írt.

## Hite, tanításai
Randolph magát "rózsakeresztes"-ként írta le. "Főként egyedül dolgozott" és az ezoterikus tanítások "saját szintézisét" alakította ki. Korára nem jellemző merészséggel építette be a szexualitást okkult rendszerébe. A pre-Adamizmus(en) elképzelésének híve volt, melyről könyvet is írt 1863-ban. Eltért viszont a pre-adamiták többségétől abban, hogy szerinte az Ádám előtti ember civilizált volt.

## Magánélete
Folyton vándorolt, így sok helyen élt, így például: New Yorkban, New Orleansban, San Franciscoban és az ohiói Toledoban. Kétszer nősült, első felesége afroamerikai, második ír-amerikai volt.

## Halála
Randolph 49 éves korában hunyt el az ohiói Toledoban, vitatott körülmények között. Carl Edwin Lindgren életrajzíró szerint, sokan megkérdőjelezték a The Toledo Daily Blade hasábjain megjelent cikket, mely szerint önkeze által a fejét ért sebesülésbe halt bele, ugyanakkor számos írás megjegyezte, hogy életében mennyire idegenkedett az öngyilkosság gondolatától. R. Swinburne Clymer, a Fraternitas későbbi Legfelsőbb Mestere azt állította, hogy évekkel Randolph halálesete után, egy korábbi barátja a saját haláloságyán azt vallotta, hogy őrült féltékenységében ölte meg Randolphot. A Lucus megyei Hagyatéki Bíróság véletlen balesetként tartja nyilván a halálesetet. Randolphot a testvériség nagymesteri tisztségében, kijelölt utóda, Freeman B. Dowd követte.

## Hatása, öröksége
Randolph hatással volt az Ordo Templi Orientis és a Luxori Hermetikus Testvériség magasabb fokozataira. Allen Greenfield szerint Aleister Crowley-t Randolph szexuálmágiája nagyban inspirálta, de nem kevésbé Reuben Swinburne Clymert. 1994-ben Joscelyn Godwin történész kijelentette, hogy Randolphot nagyrészt mellőzik az ezotéria történetírói.
1996-ban John Patrick Deveney és Franklin Rosemont tollából önéletrajz jelent meg Randolphról Paschal Beverly Randolph: A Nineteenth-Century Black American Spiritualist, Rosicrucian, and Sex Magician címmel.

## Művei
- 1854 Waa-gu-Mah
- 1859 Lara
- 1860 The Grand Secret
- 1860 The Unveiling
- 1861 Dealings with the dead
- 1861 Human Love and Dealing with the Dead
- 1863 Pre-Adamite Man[12]
- 1863 The Wonderful Story of Ravalette
- 1863 The Rosicrucian Story
- 1866 A Sad Case; A Great Wrong![13]
- 1867 "Clairvoyance, How to Produce It," Guide to Clairvoyance
- 1868 Seership! The Magnetic Mirror
- 1869 Love and Its Hidden History[14]
- 1870 Love and the Master Passion
- 1872 The Evils of the Tobacco Habit
- 1873 The New Mola! The Secret of Mediumship
- 1874 Love, Woman, and Marriage
- 1874 Eulis!: The History of Love
- 1875 The Book of the Triplicate Order
- Magia Sexualis: Sexual Practices for Magical Power (posztumusz kiadás)

Randolph ezeken kívül szerkesztője volt a bostoni Leader és a New York-i Messenger of Light lapokat 1852 és 1861 között, továbbá cikkeket írt Journal of Progress and Spiritual Telegraph  számára. Randolph-nak tulajdonítják még a "Affectional Alchemy and How It Works" (c. 1870) írást.

## Fordítás
- Ez a szócikk részben vagy egészben  a   Paschal Beverly Randolph című angol Wikipédia-szócikk fordításán alapul.  Az eredeti cikk szerkesztőit annak laptörténete sorolja fel. Ez a jelzés csupán a megfogalmazás eredetét és a szerzői jogokat jelzi, nem szolgál a cikkben szereplő információk forrásmegjelöléseként.